# Son Eun-seo
Son Eun-seo (n. Son Ji-yeon el 26 de junio de 1985) es una actriz surcoreana.

## Biografía
En abril de 2018 confirmó que estaba saliendo con el actor surcoreano Lee Joo-seung, sin embargo en febrero de 2020 se anunció que la pareja había terminado.

## Filmografía

### Televisión
| Año     | Título                                          | Personajes                     | Cadena  | Ref.  |
| ------- | ----------------------------------------------- | ------------------------------ | ------- | ----- |
| 2008    | Don't Ask Me About the Past                     |                                | OCN     |       |
| 2009    | The Queen Returns                               | Kim Ye Na                      | KBS 2TV |       |
| 2010    | Flames of Desire                                | Kim Mi Jin                     | MBC     |       |
| 2011    | Myung-wol the Spy                               | Yoo Da Hae                     | KBS 2TV |       |
| 2011    | Noriko Goes to Seoul                            | DJ de Radio                    | KBS 2TV |       |
| 2011    | My Daughter the Flower                          | Eun Chae Kyung                 | SBS     |       |
| 2012    | Love Rain                                       | Baek Hye Jung en 1970          | KBS 2TV |       |
| 2012    | May Queen                                       | Jang In Hwa                    | MBC     |       |
| 2013    | Her Legend                                      | Kim Seo Hyun/Eun Kyung Hee     | JTBC    |       |
| 2013    | My Love from the Star                           | Hwang Jini (cameo, episodio 4) | SBS     |       |
| 2014    | Drama Festival "The Diary of Heong Yeong-daeng" | Min Hoi Jung                   | MBC     |       |
| 2015    | My Heart Twinkle Twinkle                        | Chun Geum Bi                   | SBS     |       |
| 2015    | La nuera excéntrica                             | Cha Young Ah                   | KBS 2TV |       |
| 2016    | Uncontrollably Fond                             | N/A                            | KBS 2TV |       |
| 2016    | Hey Ghost, Let's Fight                          | Hong Myung Hee                 | tvN     |       |
| 2017    | Queen for Seven Days                            | Lady Suk-won, Jang Nok-su      | KBS 2TV |       |
| 2017    | Voice                                           | Park Eun-soo                   | OCN     |       |
| 2018    | Voice 2                                         | Park Eun-soo                   | OCN     |       |
| 2019    | Voice 3                                         | Park Eun-soo                   | OCN     |       |
| 2021    | Voice 4                                         | Park Eun-soo                   | OCN     | [ 3 ] |
| 2022    | Besos y presagios                               | Sa-ra de joven                 | Disney+ |       |
| 2022-23 | La gran apuesta                                 | Kim So-jung                    | Disney+ | [ 4 ] |
| 2023    | Payback                                         | Myung Se-hee                   | SBS     |       |
| 2024    | Seoul Busters                                   | Jang Eun-kyeong                | Disney+ | [ 5 ] |

### Cine
| Año  | Título                       | Personajes  | Notas |
| ---- | ---------------------------- | ----------- | ----- |
| 2008 | Humming                      | Veterinaria |       |
| 2009 | If You Were Me 4             | Gyu Ri      |       |
| 2009 | A Blood Pledge               | So Yi       |       |
| 2013 | Private Island               | In Ah       |       |
| 2013 | Tumbleweed                   | Mi Yeon     |       |
| 2016 | Duel: Final Round (Showdown) | So-eun      |       |

|2020 // Spookiz Movie // Kong Kong ||

## Videos musicales
- MYNAME - Hello & Goodbye (2012)
- Seo In Guk - Tease Me (2012)
- Jay Park - Star (2011)
- 2NB - Obvious Woman (2009)